# Aleksandr Savin
Aleksandr Borisovič Savin (in russo Александр Борисович Савин?; Taganrog, 1º luglio 1957) è un ex pallavolista e allenatore di pallavolo sovietico, dal 1991 russo.
Giocava nel ruolo di centrale.

## Carriera

### Giocatore
Considerato tra i migliori giocatori di pallavolo di tutti i tempi, inizia la sua carriera nel CSKA Mosca, unica squadra della sua carriera, con cui vincerà 13 campionati sovietici, 3 coppe dell'Unione Sovietica e 5 Coppe dei campioni. Nel 1979, nella squadra di Mosca, vince anche le Spartachìadi dei Popoli dell'Unione Sovietica, arrivando in seconda posizione nel 1983.
In nazionale vince un olimpiade, due campionati mondiali, sei campionati europei e due Coppe del Mondo. Vince inoltre i Giochi dell'Amicizia nell'1984 e i Goodwill Games nell'1986. Si ritira dalla nazionale nell'1986 a causa di dissidi con l'allenatore Vjačeslav Platonov.
Si ritira nel 1988.

### Allenatore
Dopo il suo ritiro intraprende la carriera di allenatore in Madagascar fino al 1990. Dal 1990 al 1996 allena lo Spartak Mosca, guadagnandosi una promozione in massima serie nel campionato 1995-96. Dal 1997 allena il Samotlor Nižnevartovsk, vincendo 2 Coppe della Siberia e dell'Estremo Oriente e guadagnando la promozione in massima serie nel 1998. Viene esonerato nel 2001.
Nel 2010 è stato inserito nella prestigiosa Volleyball Hall of Fame. 

## Palmarès

### Club

#### Giocatore
- Campionato sovietico: 13

1975, 1976, 1977, 1978, 1978-1979, 1979-1980, 1980-1981, 1981-1982, 1982-1983, 1984-1985,
1985-1986, 1986-1987, 1987-1988
- Coppa dell'Unione Sovietica: 3

1982, 1984, 1985
- Coppa dei Campioni: 5

1974-75, 1976-77, 1981-82, 1982-83, 1985-86

#### Allenatore
- Coppa della Siberia e dell'Estremo Oriente: 2

1997, 1999

### Nazionale (competizioni minori)
- Spartachiadi dei Popoli dell'Unione Sovietica 1979
- Spartachiadi dei Popoli dell'Unione Sovietica 1983
- Giochi dell'Amicizia 1984
- Goodwill Games 1986

### Premi individuali
- 1976 - Campionato sovietico: Incluso tra i 24 migliori pallavolisti dell'URSS
- 1977 - Campionato sovietico: Incluso tra i 24 migliori pallavolisti dell'URSS
- 1977 - Coppa del Mondo: Miglior Schiacciatore
- 1978 - Campionato sovietico: Incluso tra i 24 migliori pallavolisti dell'URSS
- 1978 - Campionato mondiale: Sestetto ideale
- 1979 - Campionato sovietico: Incluso tra i 24 migliori pallavolisti dell'URSS
- 1980 - Campionato sovietico: Incluso tra i 24 migliori pallavolisti dell'URSS
- 1981 - Campionato sovietico: Incluso tra i 24 migliori pallavolisti dell'URSS
- 1981 - Coppa del Mondo: Miglior Muro
- 1982 - Campionato sovietico: Incluso tra i 24 migliori pallavolisti dell'URSS
- 1983 - Coppa dei Campioni: Miglior Muro
- 1983 - Coppa dei Campioni: Sestetto ideale
- 2010 - Inserimento nella Volleyball Hall of Fame come giocatore